# 1888 en Ontario
Chronologie de l'Ontario
- 1884
- 1885
- 1886
- 1887
- 1888
- 1889
- 1890
- 1891
- 1892

Cette page concerne des événements d'actualité qui se sont produits durant l'année 1888 dans la province canadienne de l'Ontario.

## Politique
- Premier ministre : Oliver Mowat (Parti libéral).
- Chef de l'Opposition : William Ralph Meredith (Parti conservateur).
- Lieutenant-gouverneur : Alexander Campbell
- Législature : 6e (en)

## Événements

### Janvier
- 31 janvier : le conservateur James Whitney est élu député provincial de Dundas à la suite de la démission du libéral Theodore F. Chamberlain (en) pour sa réélection.

### Février
- 1er février : 
  - le conservateur George Lemuel Dickinson (en) est élu député fédéral de Carleton à la suite de la démission du même parti et premier ministre du Canada John Alexander Macdonald pour se sièger dans la circonscription de Kingston.
  - le libéral Richard Clark est élu député provincial de Northumberland-Est à la suite de la démission du conservateur William Arnson Willoughby (en) pour sa réélection. Mais Clark meurt quelques mois plus tard.
- 7 février : le conservateur David Henderson (en) est élu député fédéral de Halton à la suite de la démission du libéral John Waldie (en). Mais plus tard, des agents ont mentionné que Henderson est soupçonné de corruption et que celui-ci décide de déclarer une nouvelle élection partielle dans 5 mois.
- 29 février : le député conservateur fédéral de Hastings-Ouest Alexander Robertson (en) décède en fonction à l'âge de 49 ans.

### Mars
- 10 mars : lors des deux élections partielles fédérales, le conservateur William Frederick Roome (en) est réélu de Middlesex-Ouest face à son adversaire à un certain personne du nom d'Elliott et le libéral John Milton Platt (en) est réélu du Prince-Edward face à son adversaire Robert Clapp.
- 17 mars : le conservateur Henry Corby, Junior (en) est élu sans opposition député fédéral de Hastings-Ouest à la suite de la mort du même parti Alexander Robertson (en).

### Avril
- 21 avril : le député conservateur fédéral de Cardwell Thomas White est décédé par une pneumonie aiguë à Ottawa à l'âge de 57 ans.

### Mai
- 7 mai : le libéral William Cameron Edwards (en) est réélu député fédéral du Russell face à son adversaire Charles Herbert Mackintosh (en).
- 23 mai : le libéral Elihu James Davis (en) est élu sans opposition député provincial de York-Nord à la suite de la démission du même parti Joseph Henry Widdifield (en).

### Juin
- 1er juin : le député libéral provincial d'Elgin-Est Thomas McIntyre Nairn (en) est décédé en fonction à l'âge de 57 ans.
- 23 juin : le député libéral provincial de Lanark-Nord Daniel Hilliard (en) est décédé en fonction à l'âge de 63 ou 64 ans.

### Août
- 15 août : le libéral Archibald Campbell (en) est réélu député fédéral de Kent face à son adversaire du conservateur Henry Smyth (en).
- 22 août : le libéral John Waldie (en) est élu député fédéral de Halton après qui a été absent depuis quelques mois après avoir été soupçonné de corruption face au sortant du conservateur David Henderson (en) qui a été lui aussi soupçonné de corruption il y a environ quelques mois.

### Septembre

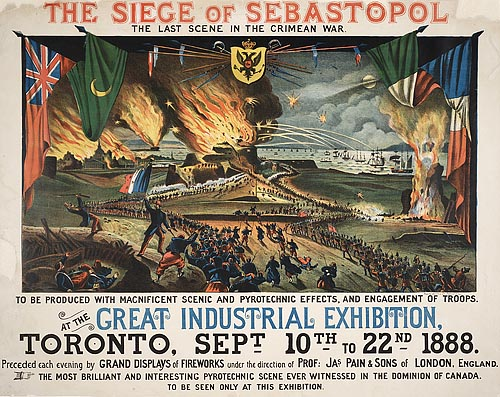
Poster du Toronto Industrial Exhibition 1888

### Octobre
- 3 octobre : le conservateur Robert Smeaton White est élu député fédéral de Cardwell à la suite de la mort du même parti de son père Thomas White le 21 avril dernier.
- 4 octobre : le libéral William Clyde Caldwell (en) est élu sans opposition député provincial de Lanark-Nord à la suite de la mort du même parti Daniel Hilliard (en) le 23 juin dernier.
- 11 octobre : lors des trois élections partielles provinciales, le Parti libéral remporte seulement l'Elgin-Est, tandis le Parti conservateur réussi à garder Frontenac et un gain de Northumberland-Est, qui a été remporte par le libéral Richard Clark en février dernier jusqu'à sa mort il y a environ quelques mois.

### Novembre
- 21 novembre : le conservateur Edward Cochrane (en) est réélu député fédéral de Northumberland-Est face à son adversaire du libéral Albert Elhanon Mallory (en).

## Naissances
- 8 avril : Dora Mavor Moore, actrice († 15 mai 1979).
- 28 avril : Harry Crerar, général († 1er avril 1965).
- 11 juillet : John Keiller MacKay (en), 19e lieutenant-gouverneur de l'Ontario († 12 juin 1970).
- 25 novembre : Joseph W. Noseworthy (en), député fédéral de York-Sud (1942-1945, 1949-1957) († 30 mars 1956).

## Décès
- Richard Clark, député provincial de Northumberland-Est (1888)
- Henry Wilmot (en), député provincial de Frontenac (1883-1888) (° 22 septembre 1826).
- 29 février : Alexander Robertson (en), député provincial de Hastings-Ouest (1879-1882) et député fédéral de Hastings-Ouest (1882-1888) (° 5 décembre 1838).
- 2 mars : William Elliott, député fédéral de Peel (1878-1882) (° 21 avril 1837).
- 21 avril : Thomas White, député fédéral de Cardwell (1878-1888) (° 7 août 1830).
- 3 mai : William Alexander Henry (en), maire (en) de Halifax (1870-1871) (° 30 novembre 1888).
- 1er juin : Thomas McIntyre Nairn (en), député provincial d'Elgin-Est (1879-1883, 1886-1888) (° 16 juin 1830).
- 23 juin : Daniel Hilliard (en), député provincial de Lanark-Nord (1886-1888) (° 1824).
- 4 août : Charles-Joseph Coursol, maire de Montréal (1871-1873) (° 3 octobre 1819).